# Bartholomäus Kranepul
Bartholomäus Kranepul, auch Cranapol, Kranappel etc., (* um 1450 in Wittenberg; † vor 30. November 1508 ebenda) war ein deutscher katholischer Theologe.

## Leben
Kranepul entstammte allem Anschein nach einem alten Wittenberger Ratsgeschlecht, das sich als Tuchmacher in Wittenberg im 15. Jahrhundert etabliert hatte. So findet man in den Wittenberger Ratsakten einen Matthias Kranepuhl von 1441 bis 1446 als Ratsherr und einen Ambrosius Kranepul 1494 als Stadtrichter. Da die Ratsgeschlechter den angesehenen und finanziell besser gestellten Bürgern angehörten, dürfte er über die finanziellen Grundlagen verfügt haben, um im Wintersemester 1469 ein Studium an der Universität Leipzig aufzunehmen. Dort erlangte er 1471 den Grad eines Baccalaureus und wurde 1473 Magister der sieben freien Künste. An den Magistergrad war in jener Zeit auch die Verpflichtung gebunden, Vorlesungen an der Hochschule zu halten.
Durch die Leipziger Teilung hatte der sächsische Kurfürst Friedrich der Weise begonnen, seine neue Residenz Wittenberg auszubauen. Dazu baute er das Wittenberger Schloss neu auf und errichtete eine neue Wittenberger Schlosskirche, die zum Zentrum des damaligen Geisteslebens werden sollte. So zog der Kurfürst bedeutende Personen seiner Zeit nach Wittenberg, die ihn in seinem Vorhaben unterstützten. So auch Kranepul, der am 29. August 1487 Stiftsherr an der Schlosskirche wurde. Der Inhaber der ersten sächsisch herzoglichen Präbende findet sich bei der Gründung der Universität Wittenberg 1502 in den Wittenberger Matrikeln und wird nach Martin Pollich im Sommersemester 1503 Rektor der Alma Mater. 1507 ist er nicht mehr in den Reihen der Wittenberger Hochschullehrer verzeichnet.
Am 21. Februar 1508 wird er als Scholaster von der Universität berufen. Sein Tod setzte jedoch jeder weiteren Wirkung ein Ende.